# Physalaemus angrensis
Physalaemus angrensis är en groddjursart som beskrevs av Weber, Gonzaga och Carvalho e Silva 2006. Physalaemus angrensis ingår i släktet Physalaemus och familjen Leiuperidae. IUCN kategoriserar arten globalt som otillräckligt studerad. Inga underarter finns listade i Catalogue of Life.